# 世嘉網絡亞洲
世嘉網絡亞洲有限公司（除牌時1196.HK）曾是香港交易所上市的公司，由Sega.com( 世嘉網站 )持有。
2000年2月9日昌明控股向世嘉網站發行相等於擴大後股本的32.97%股份予Sega.com ﹐換取6.8%的Sega.com PC Networks 股份。交易涉及金額為1.37億港元 ﹐發行的新股每股作價0.8566港元 ﹐相等於昌明每股資產淨值﹐但較昌明上周一停牌前收市價折讓近12%，交易完成後Sega.com將成為昌明第二大股東。同年6月6日昌明再向世嘉網站以每1.36港元配售1600萬股新股，配售價較6月2日昌明股份收市價1.39港元，折讓2.2%﹐但較上周五收市折讓7%。交易完成後昌明大股東持股量由40.98%降至39.69%﹐第二大股東Sega.com之權益，由32.37%增至34.49%，但公眾持股量則由25.24%， 降至24.45%。但由於科網股爆破，加上長期虧損，故此公司在2001年5月7日由昌明控股的原大股東雷志購回在世嘉網站的股份，由昌明投資取代上市，成為日本世嘉進軍香港業務最大失敗例子。